# Annika Idström
Ilse Annika Idström (12. November 1947 in Helsinki – 20. September 2011 ebenda) war eine finnische Schriftstellerin und Dramaturgin.

## Leben
Idström kam aus einer finnlandschwedischen Familie, schrieb aber auf Finnisch. Im Anschluss an ihr Abitur 1968 nahm sie ein Studium der Film- und Fernsehdramaturgie an der Hochschule für Kunst und Design in Helsinki auf, das sie 1974 abschloss. 1976/1977 war sie Geschäftsführerin der traditionsreichen Schriftstellervereinigung Nuoren Voiman Liitto. Von 1984 bis 1986 lehrte sie finnische Sprache und Literatur an der University of Minnesota. Sie arbeitete unter anderem als Fotografin und Journalistin und als freiberufliche Regisseurin und Dramaturgin für das finnische Fernsehen YLE, bevor sie sich entschloss, freie Schriftstellerin zu werden. Sie verfasste Hörspiele und Fernsehspiele und übersetzte Romane und Gedichte aus dem Norwegischen und Dänischen ins Finnische. Größere Bekanntheit und Anerkennung als Schriftstellerin erlangte sie ab den 80er Jahren mit ihren Romanen, die in mehrere Sprachen übersetzt wurden. Die wichtigsten ihrer insgesamt fünf Romane sind Mein Bruder Sebastian und Die Liebe um uns, die auf Deutsch im Verlag Volk und Welt sowie als Taschenbücher bei Rowohlt erschienen und sie zu Beginn der 90er Jahre auch in Deutschland bekannt machten. Beide Bücher waren in der Auswahl für den Finlandia-Preis. Der Roman Mein Bruder Sebastian, der die Welt der Erwachsenen aus der kindlichen Perspektive der Hauptfigur, des Jungen Antti, schildert,  löste bei seinem Erscheinen in Finnland aufgrund der Radikalität seiner Darstellung einer zerbrochenen Kindheit einen Skandal aus.
Idström wurde unter anderem 1985 mit dem Finnischen Staatspreis für Literatur und 1994 mit der „Medaille Pro Finlandia“ ausgezeichnet. 1998 erhielt sie ein staatliches Literaturstipendium für fünf Jahre.
Sie war von 1967 bis 1975 mit dem Regisseur Jotaarkka Pennanen verheiratet und Mutter einer Tochter. Idström starb im Alter von 63 Jahren in einem Hospiz in Helsinki nach längerer Krankheit an Pankreaskrebs.

## Werke
- Nuori Minna Canth (Die junge Minna Canth) (Hörspiel, 1975)
- Sinitaivas (Himmelblau) (Roman, 1980)
- Isäni, rakkaani (Mein Vater, mein Geliebter) (Roman, 1981)
- Veljeni Sebastian (Roman, 1985)
  - dt. Mein Bruder Sebastian. Roman. Volk und Welt, Berlin 1992, ISBN 3-353-00881-0
- Kirjeitä Trinidadiin (Briefe nach Trinidad) (Roman, 1989)
  - dt. Die Liebe um uns. Roman. Volk und Welt, Berlin 1993, ISBN 3-353-00975-2
- Muistoja Caprilta (Erinnerungen an Capri) (1993)
- Luonnollinen ravinto (Naturkost) (Roman, 1994)